# 45 Pułk Piechoty (Imperium Rosyjskie)
45 Azowski pułk piechoty (ros. 45-й пехотный Азовский генерал-фельдмаршала графа Головина, ныне Его Императорского Высочества Великого Князя Бориса Владимировича полк) – oddział piechoty okresu Imperium Rosyjskiego.

## Charakterystyka
Sformowany w 1700. Stacjonował między innymi w Starokonstntynowie. Nosił nazwy: Azowski pp (1811–1862).

 W przededniu I wojny światowej pułk etatowo posiadał cztery bataliony po cztery kompanie oraz kompanię tyłową. Kompania piechoty czasu wojny liczyła około 240 żołnierzy i 4–5 oficerów. Na szczeblu pułku występował także pododdział karabinów maszynowych (8 km), łączności (w tym 14 konnych gońców i 21 telefonistów) i zwiadowczy (64 zwiadowców, w tym 4 kolarzy). W sumie pułk liczył około 4000 żołnierzy.
Rozformowany w 1918.

## Podporządkowanie
Lipiec 1914:
- 12 Korpus Armijny – Winnica[8]
  - 12 Dywizja Piechoty – Płoskirów
    - 1 Brygada Piechoty – Płoskirów
      - 45 Azowski pułk piechoty – Starokonstantynów